# Sørkappøya
.
Sørkappøya er en ø syd for Spitsbergen, på Svalbard. Øen har Svalbards sydligste punkt – Sørkapp – og er adskilt fra Spitsbergen af det 7 km brede sund Sommerfeldtbukta også kaldt Kiel Bay. Øens areal er omkring 7 km², og den er ca. 7 km lang. Der er flere indsøer og laguner på øen, størst er Sørkapplaguna i nord. Spidsen af øen mod syd udgør selve Sørkapp, men små holme rundt omkring øen ligger endnu længere mod syd.
Der er et ubemandet fyr på øens vestside.
I 1973 blev området indlemmet i Sør-Spitsbergen nationalpark. Sørkappøya og de øvrige øer, holme og skær sydvest for Øyrlandet på Sørkapp Land (landområde på den sydligste del af Spitsbergen) er et beskyttet fuglefredningsområde som er en del af Sørkapp fuglereservat. Reservatet blev oprettet den 1. juni 1973 og omfatter et areal på 35 986 dekar. Området er et vigtig yngleområde for bramgæs og edderfugle.
Der er færdselsforbud i fuglereservatet fra 15. maji til 15. august. Dette gælder både på land og på havet omkring til 300 meter ud fra land og skær.

## Historie
Hvalfangsten i 1600- og 1700-tallet foregik også syd for Sørkapp Land, Hornsund var den sydligste hvalfangststation. Russiske pomorere drev fangst ved Sørkapp, og senest i 1818 overvintrede antagelig to fangstmænd og fangede 1.200 hvalros og 1.200 hvidhval. Der er fundet russiske hustofter og grave fra det 18. århundrede på øens sydlige del, ved Sørkappvatnet.
I den norske fangstperiode i det 20. århundrede var området en del af Fangstfelt nummer 1 (Sørkapp). I 1908 oprettede Petter Trondsen for sin ekspedition en station («Hagerups Hus») på den nordøstlige del af Sørkappøya ved det som senere hedder Trondsenneset.